# Le Sifflement de Kotan
Pour plus de détails, voir Fiche technique et Distribution.
Le Sifflement de Kotan (コタンの口笛, Kotan no kuchibue) est un film japonais de Mikio Naruse sorti en 1959.

## Synopsis
Masa et Yukata vivent pauvrement dans un kotan, un village aïnou, en bordure d'une ville sur l'île de Hokkaidō avec un père alcoolique qui leur conte les légendes de leur peuple. Tous deux ont de bons résultats scolaires et sont soutenus par leurs professeurs, mais leur appartenance à l'ethnie des Aïnous, minoritaire sur l'île, leur vaut de la part de certains de leurs camarades du mépris et des quolibets.
Ils doivent affronter les discriminations de la part des « Shamos », nom que donnent les Aïnous aux Japonais, que leurs ainés ne connaissent que trop bien pour les avoir subies toute leur vie. Ainsi lorsqu'une camarade de classe de Masa ne trouve plus son porte-monnaie, c'est elle qui est injustement suspectée et lorsque Yukata obtient la meilleure note à un devoir d'anglais, certains l'accusent de tricherie. Yukata défie Sato Gon, l'élève qui prétend qu'ils n'ont pas le même sang, de se couper le doigt et de comparer mais Sato esquive. Heureusement, Masa et Yukata ont aussi des amis et des professeurs attentionnés comme le M. Taniguchi, le professeur de dessin qui demande à Masa de poser comme modèle pour une peinture qu'il présentera à un concours à Sapporo.
Dans la maison voisine vit Mme Ikante, une vieille femme qui élève seule sa petite fille Fue, une jeune femme de dix-huit ans travaillant à l'usine et amoureuse de Kiyoshi, le fils du professeur Tazawa que tout le monde apprécie dans le village pour sa bonté et sa gentillesse. Consciente de sa santé chancelante, Mme Ikante veut assurer l'avenir de Fue et prend l'initiative de rencontrer le professeur Tazawa pour évoquer un mariage entre Kiyoshi et sa petite fille. Tazawa refuse, brisant le rêve de Fue. Mme Ikante tombe gravement malade et meurt tandis que Fue disparait du village sans que personne sache où elle est partie.
Le professeur Taniguchi remporte le concours de dessin de Sapporo avec le portrait qu'il a fait de Masa, ce qui lui ouvre les portes à un départ pour étudier les Beaux-Arts à Tokyo au grand regret de la jeune fille. Yukata continue de subir les moqueries de Sato et il le défie à nouveau de venir se battre à la nuit tombée dans la cour de l'école. Mais Sato est venu au rendez-vous avec un camarade armé d'une batte de baseball.
Ne voyant pas Yukata rentrer, Masa, son père et le professeur Nakanishi partent à sa recherche et finissent par le trouver inconscient dans la cour de l'école. Tandis que Masa se remet petit à petit de ses blessures, son père promet qu'il va s'arrêter de boire et chercher un travail. Masa et Yukata envisagent de prendre un petit boulot de couture pour l'une et de sculpture sur bois pour l'autre pour aider leur père.
Ce dernier finit par retrouver un emploi de bucheron en montagne, mais, lors de la première sortie, un accident survient et il meurt écrasé par la chute d'un arbre. L'oncle de Masa et Yukara revient au village pour organiser des funérailles sommaires pour son frère. Il décide aussi de vendre leur maison dont il est en fait propriétaire, et envoie les deux enfants en ville chez une connaissance pour travailler dans un magasin.

## Fiche technique
- Titre : Le Sifflement de Kotan
- Titre original : コタンの口笛 (Kotan no kuchibue?)
- Réalisation : Mikio Naruse
- Scénario : Shinobu Hashimoto d'après un roman de Nobuo Ishimori
- Photographie : Masao Tamai
- Montage : Eiji Ooi
- Musique : Akira Ifukube
- Producteur : Tomoyuki Tanaka
- Société de production : Tōhō
- Société de distribution : Tōhō
- Pays d'origine :  Japon
- Langue originale : japonais
- Format : couleur - 2,35:1 - Format 35 mm - son mono
- Genre : drame
- Durée : 126 minutes (métrage : 9 bobines - 3 463 m[1])
- Date de sortie :
  - Japon : 29 mars 1959[1]

## Distribution
- Ken Yamauchi : Yukata Hatanaka
- Yoshiko Kōda : Masa Hatanaka

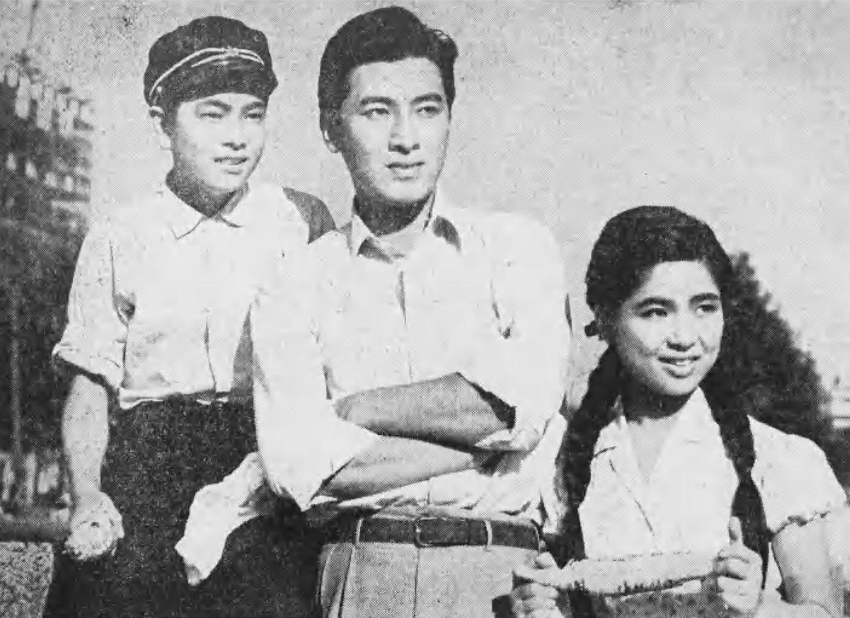
Scène du film avec Ken Yamauchi, Akira Takarada et Yoshiko Kōda.

- Masayuki Mori : Iyon Hatanaka, le père de Masa et Yukata
- Akira Takarada : professeur Taniguchi
- Takashi Shimura : professeur Tazawa
- Akira Kubo : Kiyoshi, le fils du professeur Tazawa
- Kumi Mizuno : Fue, la petite fille de la vieille femme
- Eiko Miyoshi : Mme Ikante, la vieille femme
- Kyū Sazanka : Kinji Hatanaka,  l'oncle de Masa et Yukata
- Yoshio Tsuchiya : professeur Nakanishi
- Bokuzen Hidari : le concierge de l'école
- Yoshifumi Tajima
- Kunio Ōtsuka
- Chieko Nakakita
- Fuyuki Murakami

## Autour du film

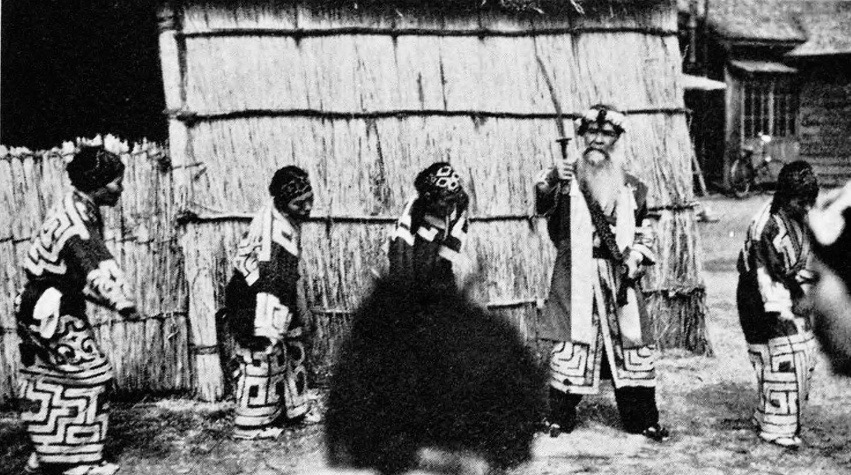
Scène du film Le Sifflement de Kotan.

Le film est une adaptation du roman Kotan no kuchibue de Nobuo Ishimori, un auteur de livres pour enfants, publié en 1957. Le livre qui conte l'histoire d'un jeune garçon aïnou et de sa sœur est reconnu comme l'un des plus importants livres japonais pour enfants de l'après guerre.